# Skullflower
A Skullflower brit noise rock/doom metal/experimental/szabad improvizációs (free improvisation) zenekar, 1987-ben alakult Londonban. Matthew Bower gitáros alapította. A zenekar a Broken Flag nevű együttes-csoportosulás zászlóshajójának számít, és a csoportosulásból ő rendelkezik a legnagyobb kultikus hatással. 
A Skullflower mindig is improvizációs együttes volt, amelyik egyre inkább távolodott a hagyományos rockzenétől.

## Diszkográfia
- Kino III: Xaman (1990)
- IIIrd Gatekeeper (1992)
- Carved into Roses (1994)
- Argon (1995)
- Transformer (1995)
- This Is (1996)
- Orange Canyon Mind (2005)
- Tribulation (2006)
- Last Shot at Heaven (2007)
- Desire for a Holy War (2008)
- Strange Keys to Untune Gods' Filament (2010)
- Fucked on a Pile of Corpses (2011)
- Kino II: Form Destroyer (2013)
- Kino I: Birthdeath (2013)
- Werecat Powers of the Crossroads at Midnight (2018)
- Angel of Darkness (2019)